# Switchfoot
Switchfoot е американска християнска алтернативна рок група от Сан Диего, Калифорния.
Членовете на бандата са Джон Формън (вокал, китара), Тим Формън (бас китара, беквокал), Чад Бътлър (барабани, перкусии), Джерон Фонтамайлъс (китара, беквокал, клавирни инструменти) и Дрю Шърли (китара). Групата е позната с атрактивните си представления, енергична музика и най-вече големи успехи на християнската рок сцена. Switchfoot нашумяват през 2002 г. със своите песни във филма Незабравимата (A Walk to Remember). Този техен успех спомага за техния дебютен албум The Beautiful Letdown, който излиза през 2003 г., който е продаден в над 2,6 милиона копия. Най-известните сингли на бандата са „Meant to Live“ и „Dare You to Move“.